# Dajnowa (gmina Dajnowa)
Dajnowa (lit. Dainava) − wieś na Litwie, zamieszkana przez 385 ludzi, w gminie rejonowej Soleczniki, 9 km na północny zachód od Ejszyszek.